# Salzgitter Maschinenbau

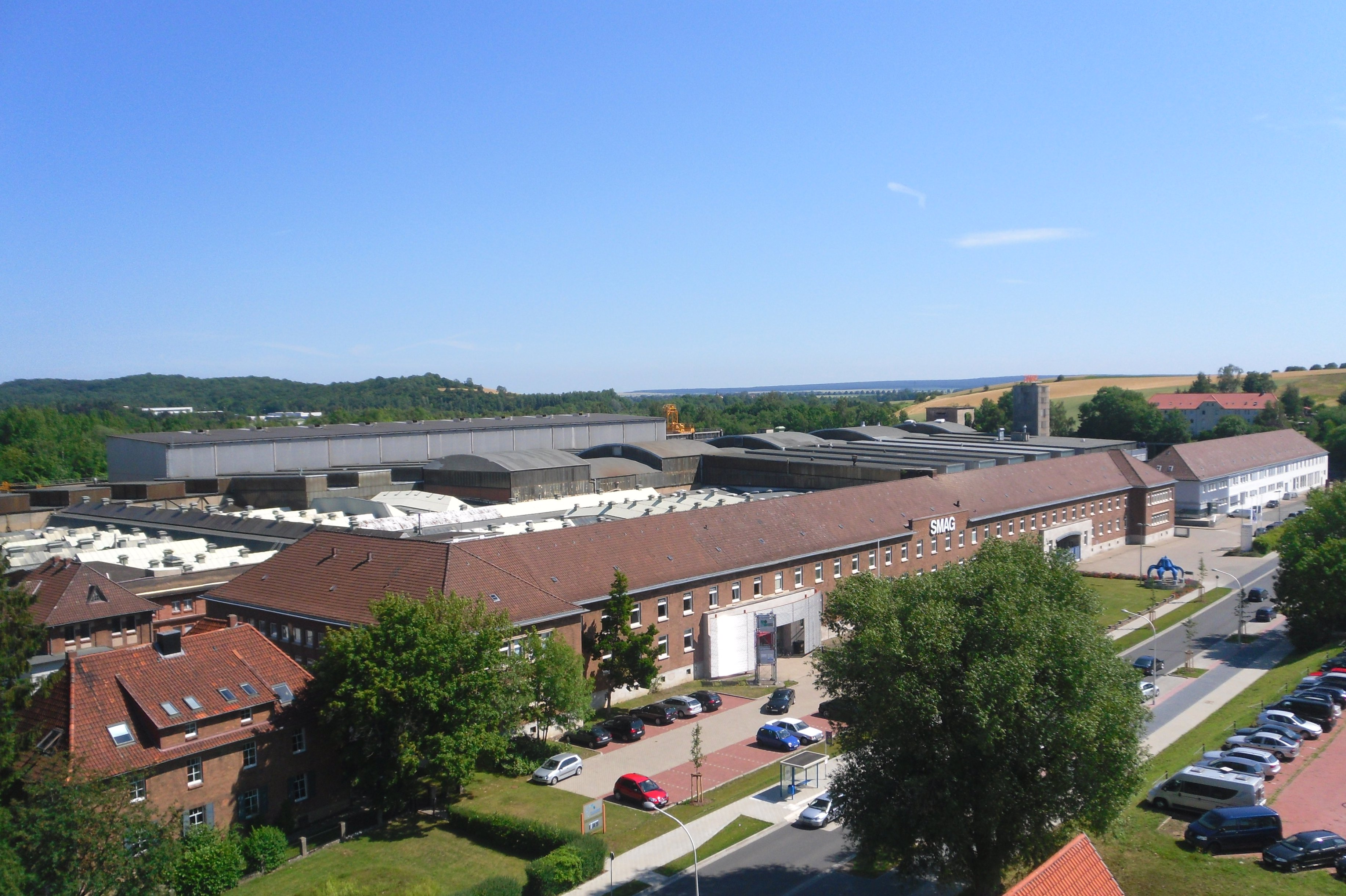
Hauptsitz der SMAG in Salzgitter-Bad

Logo vor der Namensänderung 2024

## Unternehmensprofil
Die Salzgitter Maschinenbau AG (SMAG) agierte bis Dezember 2023 als Finanz- und Führungsholding einer auf den Sondermaschinenbau spezialisierten deutschen Maschinenbaugruppe mit Sitz in Salzgitter. Tätig war die Unternehmensgruppe zuletzt über verschiedene operative Gesellschaften in den Bereichen Lastaufnahmemittel (Greifer, Spreader, Schwenkwerke), Bergbau und Exploration (mobile Bergwerkstechnik, mobile Geräte, Sonderfahrzeuge) sowie industrielle Subsysteme (mobile Antennenträger, Fahrkabinen).
Bis zu 2.250 Mitarbeitende (Geschäftsjahr 2017/2018) waren an weltweit 27 Standorten für den Konzern tätig.
Beliefert wurden Unternehmen in mehr als 40 Ländern, darunter zum Beispiel Bangladesch, Australien und Vietnam. Zu den Kunden der Gruppe zählten Reedereien, Hafenunternehmen, Hafenkran-, Mobilkran- und Baumaschinenhersteller sowie Produzenten von speziellen Fahrzeugen, europäische Verteidigungskräfte, Bergwerks- und Bohrunternehmen.
Im Jahr 2019 feierte die Salzgitter Maschinenbau AG ihr 100-jähriges Jubiläum. In den darauffolgenden Jahren sah sich der Konzern unter anderem durch die Coronapandemie und die Folgewirkungen des Ukraine-Konflikts bedingten konjunkturellen Einbrüchen ausgesetzt. Um den Fortbestand der Tochtergesellschaften und den Erhalt der Arbeitsplätze zu gewährleisten, fiel die strategische Entscheidung, die operativen Gesellschaften zu veräußern.
Alle veräußerten Gesellschaften sind nach wie vor am Markt aktiv:
- BMA Braunschweigische Maschinenbauanstalt GmbH
- Peiner SMAG Lifting Technologies GmbH
- NORDMEYER SMAG Drilling Technologies GmbH
- SMAG Mobile Antenna Masts GmbH

2024 erfolgte die Umbenennung der Salzgitter Maschinenbau AG in die SAMASCH Aktiengesellschaft sowie der Beschluss zu deren Auflösung.

## Organisatorische Konzernstruktur Geschäftsjahr 2021/22
Quelle: 
- PEINER SMAG Lifting Technologies GmbH, Salzgitter; Beteiligungsquote 100 %
- BMA Braunschweigische Maschinenbauanstalt AG, Braunschweig; Beteiligungsquote 94 %
- NORDMEYER SMAG Drilling Technologies GmbH, Peine; Beteiligungsquote 100 %
- SMAG Mobile Antenna Masts GmbH, Salzgitter; Beteiligungsquote 100 %

## Geschichte
Die Geschichte der Salzgitter Maschinenbau AG (SMAG) begann im Jahr 1919 mit der Gründung der „Anton Raky, Unternehmung für Tiefbohrungen, Eisenerze, Kohle, Erdöl, Salz usw. durch neuartiges Kerngewinnen (pat.) genaue Aufschlüsse“ in Salzgitter durch Anton Raky.
1937 übernahm die „Bergbau AG“ die nach mehreren Umbenennungen inzwischen als „Anton Raky Tiefbau AG“ firmierende Gesellschaft. Gleichzeitig wurde diese in die „Reichswerke AG für Erzbergbau und Eisenhütten Herrmann Göring“ eingegliedert. Zu dem zivilen Fertigungsprogramm gehörten unter anderem Ölbohrgeräte, Lademaschinen (Serienfertigung) und Wasserpumpen. 1942 wurde das Unternehmen in die Rüstungsproduktion einbezogen.
1945 erteilte die britische Militärregierung die Betriebserlaubnis zur Errichtung von „Stahlkonstruktionen für Brückenbau und Bergbau“.
In den 1950er-Jahren lag der Schwerpunkt der Produktion unter anderem in den Produktbereichen Bergbaumaschinen, Tiefbohreinrichtungen, Fördereinrichtungen, Maschinen und Einrichtungen für die Zuckerindustrie, Hüttenwerksanlagen und Stahlbau, Lademaschinen, Bohrwagen und Bohrmaschinen für den Bergbau-, Tunnel- und Stollenbau, Gesteinsbohrmaschinen und Schrappanlagen sowie Universal-Leichtbaukrane.
Nach dem Krieg erfolgten mehrfache Umfirmierungen, bis 1977 die „Salzgitter Maschinenbau und Anlagen AG“ als Tochterunternehmen der damals staatseigenen „Salzgitter AG“ entstand. Gefertigt wurden Lader, Bohrwagen und -maschinen, fahrbare und stationäre Teleskop-Antennenträger, Getriebe für alle Industriezweige sowie Apparate und maschinelle Ausrüstungen für die Zuckerindustrie.
1990 lagen die Tätigkeitsschwerpunkte im Maschinen- und Sondermaschinenbau in den Bereichen Bergbau, Wassergewinnung, Umwelttechnik, Lebensmitteltechnik, Fördertechnik sowie in den Bereichen der Automobil-, Metall- und holzverarbeitenden Industrie und im Post- und Fernmeldewesen.
1991 erwarb die „Braunschweiger ETN-Maschinenbau GmbH“ die „Salzgitter Maschinenbau und Anlagen AG“ und führte den Betrieb unter dem Namen „Salzgitter Maschinenbau GmbH“ mit den Geschäftsfeldern Greifer, weiße Bergwerkstechnik, mobile Antennenträger, Sondermaschinenbau und allgemeiner Maschinenbau weiter.
1994 baute die SMAG ihr Produktportfolio mit dem Erwerb der MATEC GmbH (einem Kabinenbauer für große Krane und Transportfahrzeuge) weiter aus.
Mitte der 1990er-Jahre wurden in Salzgitter jährlich rund 2500 Greifer gebaut – vom 80-Kilo- bis zum 125-Tonnen-Greifer.
Um die Zukunftsfähigkeit der SMAG vor dem Hintergrund der Wirtschaftskrise in den Jahren 2006 und 2007 und dem damit einhergehenden Zusammenbruch des Massengutverkehrsaufkommens und Rückgang im Greifer-Bereich sicherzustellen, gründete die SMAG 2011 die „SMAG PEINER CRABS (India) Private Ltd.“ sowie ein Jahr später die PEINER SMAG Machinery (India) Ltd. Die Auslandsnachfrage bildete Mitte der 2010er-Jahre die Stütze des Absatzes im deutschen Maschinenbau – so auch bei der SMAG.
Zudem erwarb das Unternehmen 2011 die „HERBST Förder- und Hebetechnik GmbH“. Gleichzeitig erfolgte die Ausgliederung des Geschäftsbereichs „Mobile Bergwerktechnik“ in die „HERBST SMAG Mining Technologies GmbH.“
Am 1. Oktober 2013 schlug mit Gründung der SMAG Holding die Geburtsstunde der SMAG Group als global ausgerichtete Unternehmensgruppe. Zu diesem Zeitpunkt arbeitet die SMAG Holding ohne eigenes operatives Geschäft in den Segmenten Greifertechnik, mobile Antennenträger sowie Sonderfahrzeugbau.
Im selben Jahr erfolgte die Übernahme des Bohranlagen-Geschäfts der „Nordmeyer-Gruppe, Peine“ und die Ausgliederung der Produktbereiche Greifer und Antennenträgertechnik in die eigenständigen Tochtergesellschaften „PEINER SMAG Lifting Technologies GmbH“ und „SMAG Mobile Antenna Masts GmbH“.
2016 straffte die SMAG ihre Struktur mit der Fusion der NORDMEYER SMAG Drilling GmbH und der „Herbst SMAG Mining Technologies GmbH“ zur „NORDMEYER SMAG Mining & Drilling Technologies GmbH“.
2018 gelang der Zusammenschluss der Salzgitter Maschinenbau AG mit der BMA Braunschweigische Maschinenbauanstalt sowie der Verkauf der Matec GmbH und deren Tochtergesellschaft in der Slowakei an die MSK-Gruppe.
2019 feierte die SMAG ihr 100-jähriges Bestehen. Rund 1800 Mitarbeitende sind zu diesem Zeitpunkt für die SMAG-Gruppe und ihre operativen Gesellschaften
- PEINER SMAG Lifting Technologies GmbH, Salzgitter; Beteiligungsquote 100 %
- SMAG Mobile Antenna Masts GmbH, Salzgitter; Beteiligungsquote 100 %
- NORDMEYER SMAG Drilling Technologies GmbH, Peine; Beteiligungsquote 100 %
- SMAG Immobilien GmbH, Salzgitter; Beteiligungsquote 100 %
- BMA Braunschweigische Maschinenbauanstalt AG, Braunschweig; Beteiligungsquote 94 %

tätig.
Auf das Jubiläumsjahr folgte die größte Wende in der Geschichte des Traditionsunternehmens: Um auf die – unter anderem durch die Coronapandemie und der Folgewirkungen des Ukraine-Konflikts bedingten – Konjunktureinbrüche in den verschiedenen Geschäftsbereichen des Konzerns zu reagieren und die Arbeitsplätze und Standorte nachhaltig zu sichern, entschied sich der Konzern dazu, schrittweise alle operativen Tochtergesellschaften zu veräußern.
2022 erwarb der Münchner Investor Auctus Capital Partners die BMA Braunschweigische Maschinenbauanstalt AG.
2023 erfolgte der Verkauf der letzten drei Tochterunternehmen an den Münchner Finanzinvestor Aequita. Dazu gehörten die „Peiner SMAG Lifting Technologies“, die auf motorisierte, elektrische und hydraulische Greifarme für schwere Lasten spezialisiert ist und deren Geräte unter dem Namen „Peiner Greifer“ bekannt geworden sind, die „Nordmeyer SMAG“, die unter anderem mobile Bohrgeräte und Bergbau-Maschinen anbietet, sowie die „SMAG Mobile Antenna Masts“, Anbieter von abspannfreien, mobilen Antennenträgern bis zu einer Höhe von 40 Metern. Alle drei Gesellschaften haben sich  positiv weiterentwickelt und agieren erfolgreich in ihren jeweiligen Marktsegmenten.
2024 wurde die nunmehr tochterlose Führungsgesellschaft SMAG AG in „SAMASCH Aktiengesellschaft“ umbenannt. Im selben Jahr erfolgte der Beschluss zur Auflösung.